# Викингур (футбольный клуб, Лайрвуйк)

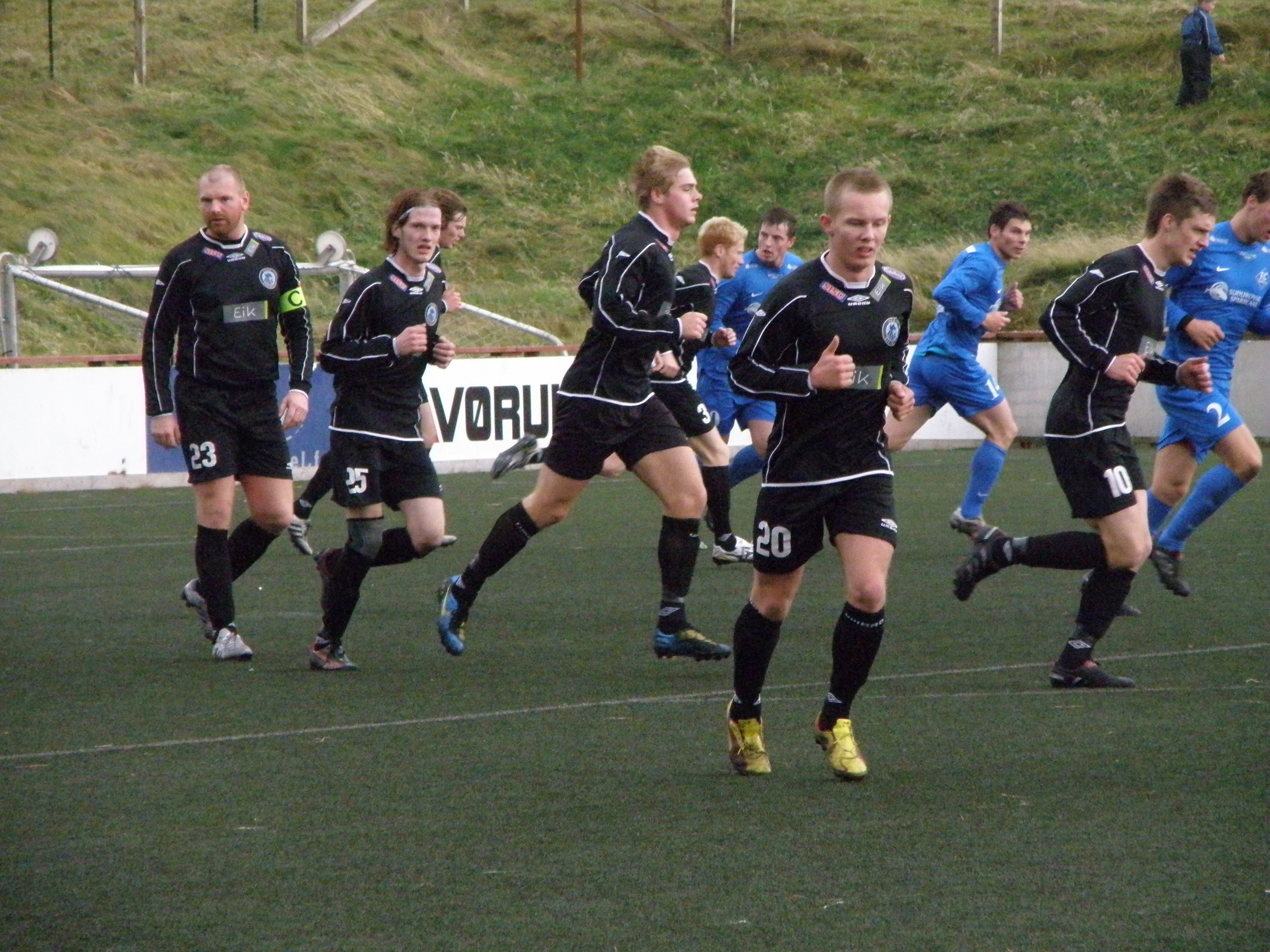
Игроки «Викингура» в гостевом матче против клуба «Сувурой» (октябрь 2010)

«Викингур» (фар. GÍ/LÍF Víkingur) — фарерский футбольный клуб из Лайрвуйка, основанный в феврале 2008 года. Домашние матчи проводит на стадионе «Серпугерди» общей вместимостью 3 000 зрителей, расположенном в поселении Норагёта, остров Эстурой.

## История клуба
Футбольный клуб «Викингур» образован в феврале 2008 года в результате слияния команд «Гота» (фар. GÍ Gøta) и «Лейрвик» (фар. Leirvík ÍF).
Клуб базируется в Лайрвуйке, в то время как стадион команды находится в поселении Норагёта. Стадион и база клуба расположены на острове Эстурой примерно в пяти километрах друг от друга. Полное название команды звучит как GÍ/LÍF Víkingur, однако в привычном обиходе клуб носит упрощенное имя «Викингур».
В ноябре 2007 года футбольные клубы «ГИ Гота» (участник Премьер лиги) и «ИФ Лейрвик» (участник Первого дивизиона) объявили о своем объединении. 4 февраля 2008 года название новой команды было выбрано — «Викингур». Большинство игроков, включенных в команду, составляли выходцы из клуба «ГИ Гота» как сильнейшего коллектива на тот момент, однако некоторые игроки из «ЛИФ Лейрвик» также вошли в состав новой команды.
31 марта 2008 года «Викингур» дебютировал в рамках фарерского чемпионата домашним матчем с клубом «Б-68» из Тофтира, завершившегося со счетом 4:1 в пользу хозяев. Первый сезон на высшем уровне можно признать успешным для клуба: команда заняла итоговое пятое место, обосновавшись в середине турнирной таблицы. Самая крупная победа «Викингура» в том сезоне — домашняя виктория над аутсайдером лиги клубом «Б-71» со счетом 5-0. В национальном кубке команда добралась до второго раунда, где была выбита клубом «07 Вестур» в серии послематчевых пенальти.
В сезоне 2009 «Викингур» впервые в своей истории стал бронзовым призером чемпионата, на три очка опередив клуб «НСИ» из Рунавуйка. В кубке Фарерских островов команда выступила впечатляюще и стала обладателем трофея, также впервые в истории. 29 июля в финале турнира «Викингур» обыграл клуб «ЭБ Стреймур» со счетом 3:2. Решающий гол забил нападающий клуба Финнур Юстинуссен на 87-й минуте.
Успех в сезоне позволил команде дебютировать во втором по значимости клубном турнире Европы — Лиге Европы УЕФА. Как победитель национального кубка «Викингур» стартовал со второго отборочного раунда, где ему достался один из сильнейших клубов всей квалификации турецкий «Бешикташ». Ясно, что достойного сопротивления фарерский дебютант не смог оказать прославленному турецкому клубу: команда уступила со счетом 0:7 по сумме двух матчей.
15 июля 2010 года «Викингур» дебютировал в еврокубках на домашней арене «Бешикташа» стадионе «Иненю» в присутствии 16 803 зрителей. Впервые в истории клуба игру «Викингура» наблюдало такое количество зрителей. Судил встречу российский футбольный арбитр Игорь Егоров. Игра завершилась со счетом 3:0 в пользу хозяев.
Сезон 2010 «Викингур» по сути, провалил, опустившись на пятую строчку в таблице. Утешить команду по итогам неудачного сезона мог тот факт, что лишь по дополнительным показателям «Викингур» уступил четвертую строчку (дававшую путевку в еврокубки) клубу «ИФ» из Фуглафьёрдура. В кубке страны команда добралась до полуфинала, где уступила все тому же «ИФ» 2:4 по сумме двух встреч. По иронии судьбы, именно домашнее поражение от «ИФ» со счетом 1:3 и не позволило клубу занять итоговое четвертое место и выйти в еврокубки.

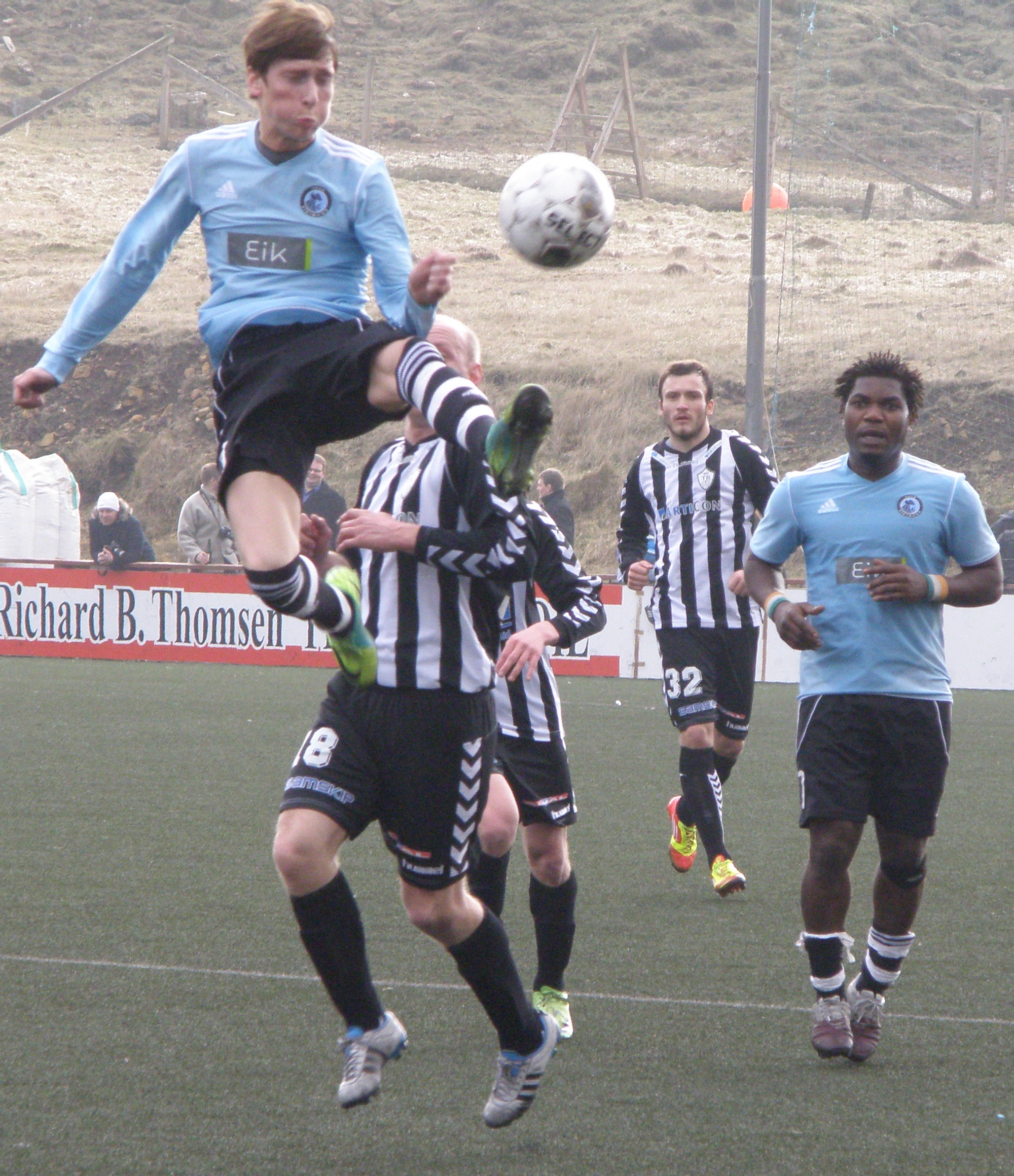
Игроки «Викингура» против клуба «Твёройри» в матче команд (март 2012)

Тем не менее, руководство клуба сделало выводы из неудачного сезона. В 2011 году команда вернулась на вершину турнирной таблицы. «Викингур» вновь стал бронзовым призером первенства, лишь на одно очко отстав клуба «ЭБ Стреймур», ставшего в итоге вторым. Команда снова получила путевку в еврокубки, где взяла старт в квалификации Лиги Европы. В национальном кубке клуб успехами не блистал и сошел на стадии четвертьфинала, уступив клубу «Б-68» в серии пенальти.
Выступление в Лиге Европы команда начинала в рамках первого отборочного раунда, где встретилась с клубом «Гомель» из Беларуси. Борьбы не получилось: «Викингур» уступил белорусскому коллективу с унизительным даже для двухматчевого поединка счетом 0:10. Исход противостояния был предрешен еще в первом домашнем матче на стадионе «Гундадалур», где «Викингур» уступил белорусам с разгромным счетом 0:6. Ответная встреча в Гомеле стала пустой формальностью. Поражение с двухзначным счетом от белорусской команды на тот момент стало худшим результатом клуба.
В сезоне 2012 «Викингур» выступил неудачно. Набрав одинаковое количество очков с конкурентами «ХБ» и «КИ» (по 45 баллов), тем не менее, команда заняла лишь пятое место, пропустив соперников вперед по дополнительным показателям. Однако успех в национальном кубке сгладил впечатление от неудачного сезона.
25 августа 2012 года «Викингур» второй раз в своей истории сыграл в финале кубка Фарерских островов, и снова соперником викингов оказался клуб «ЭБ Стреймур». Закончив основное и дополнительное время со счетом 3:3, команды подошли к серии послематчевых пенальти, где удача благоволила «Викингуру» — 5:4. Точный удар Эрлинга Якобсена с одиннадцатиметровой отметки принес клубу второй трофей в его истории.
Третий еврокубковый поход в рамках Лиги Европы получился гораздо успешнее предыдущих двух. Сделав выводы из разгромных поражений в предыдущие годы, еврокубковый сезон 2013/14 «Викингур» начинал уже опытным бойцом. В первом раунде квалификации команда сенсационно одолела финский клуб «Интер» из города Турку, считавшийся фаворитом пары. Эта победа стала первым еврокубковым успехом клуба. Однако во втором раунде команда попала на гораздо более сильного соперника — румынский «Петролул». Итоговое поражение со счетом 0:7 завершило выступление команды в турнире.
Сезон 2013 команда провела еще более неудачно, чем предыдущий: «Викингур» занял лишь шестое место, что стало худшим результатом клуба в регулярном чемпионате. Но снова на выручку команде пришел национальный кубок: победив в третьем кубковом финале старого знакомого «ЭБ Стреймур» со счетом 2:0, «Викингур» в очередной раз реабилитировался в кубковом турнире за неудачно проведенный сезон в чемпионате.
В 2014 году «Викингур» в третий раз стал бронзовым призером первенства, присовокупив к бронзе чемпионата еще одну победу в национальном кубке, четвертую в истории клуба. В финале турнира команда одолела клуб «ХБ» из Торсхавна со счетом 1:0. Решающий гол забил полузащитник команды Халлур Ханссон. Венцом успешного сезона стала первая виктория в Суперкубке, где «Викингур» праздновал успех в поединке с клубом «ХБ». За один сезон команда выиграла два национальных трофея.
Сезон 2015 клуб в очередной раз завершал на третьей строчке в турнирной таблице. Пары очков не хватило команде, чтобы опередить «НСИ» из Рунавуйка, ставшего в итоге вторым. И если вершина футбольного Олимпа клубу упорно не хотела покоряться, «Викингур» в очередной раз доказал статус главного кубкового бойца островов, в пятый раз в истории выиграв национальный трофей.
Самый громкий успех клуба в еврокубках приходится на сезон 2014/15, когда команда сенсационно прошла два раунда квалификации.

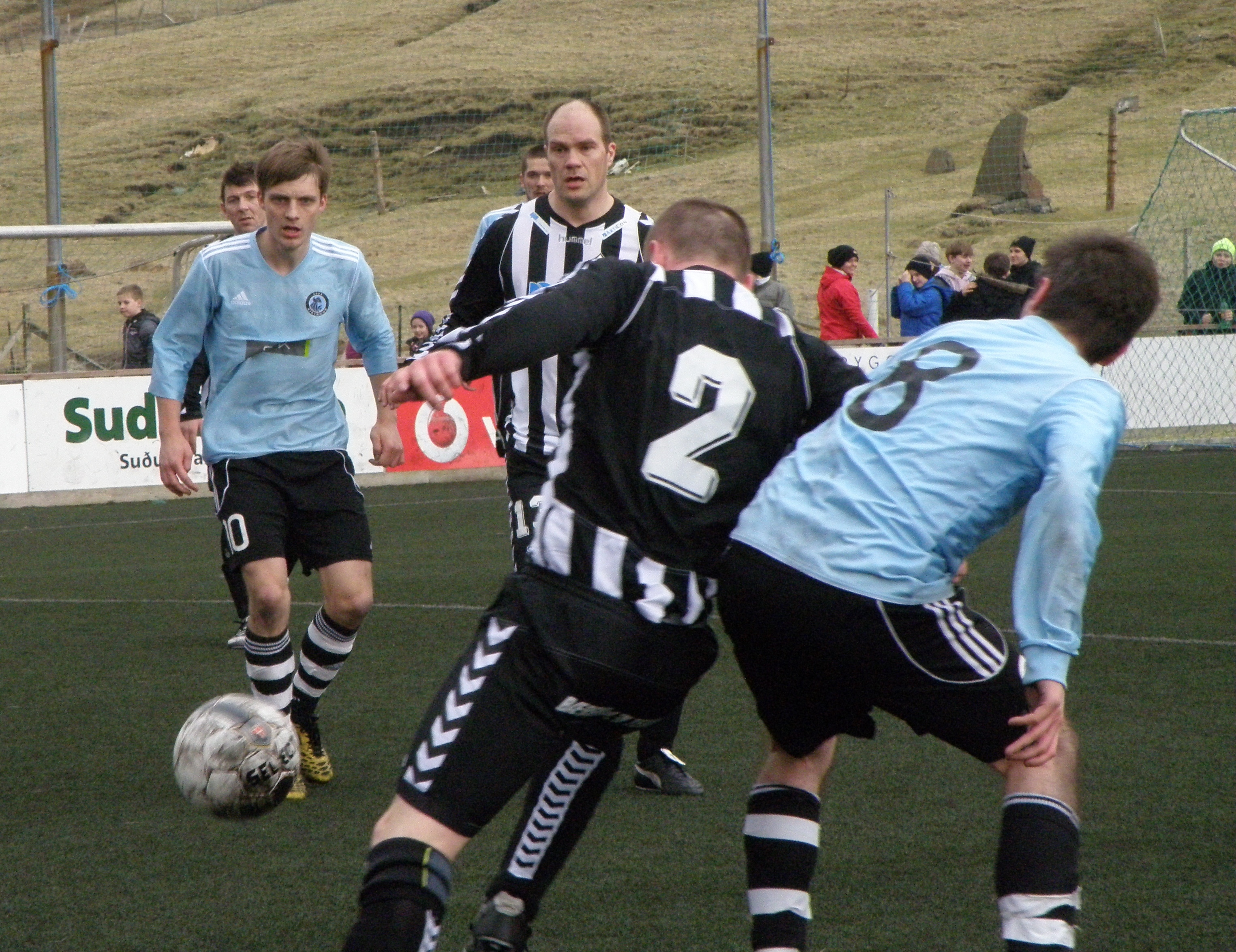
Игрок «Викингура» Сольви Ватнамар и игрок клуба «Твёройри» Оли Йоханнесен в матче команд (март 2012)

 В первом отборочном раунде «Викингур» одолел латвийский клуб «Даугава» из Даугавпилса с итоговым счетом 3:2, а во втором сенсационно победил норвежский «Тромсе», завсегдатая еврокубковых турниров — 2:1, причем решающая победа была одержана в гостевом матче на стадионе «Алфхейм» в Тромсё.
31 июля 2014 года «Викингур» на главной футбольной арене страны и национальной сборной «Торсволлур» в рамках третьего отборочного раунда Лиги Европы принимал хорватский клуб «Риека». Команда была разгромлена именитым хорватским коллективом со счетом 1:5. Единственный гол хозяев провел полузащитник команды Халлур Ханссон. В ответном матче хорваты довершили разгром, отправив еще четыре безответных мяча в ворота соперника. Тем не менее, тот еврокубковый сезон стал лучшим в истории клуба и всего фарерского клубного футбола на тот момент.
В 2016 году «Викингур» впервые в своей истории выиграл чемпионат Фарерских островов по футболу.
В сезоне 2017/18 клуб дебютировал в квалификации Лиги чемпионов.

## Достижения клуба
- Премьер Лига
  - Чемпион (3): 2016, 2017, 2024
  - [Бронзовый призер (4): 2009, 2011, 2014, 2015
- Кубок Фарерских островов
  - Победитель (6): 2009, 2012, 2013, 2014, 2015, 2022
  - Финалист (1): 2016
- Суперкубок Фарерских островов
  - Победитель (3): 2014, 2015, 2016

## Тренеры клуба
- Дидо (врио) (Январь 2008 — Февраль 2008)
- Антон Скордаль (Февраль 2008 — Ноябрь 2008)
- Йегван Мартин Ольсен (Ноябрь 2008 — Июль 2013)
- Сигфридур Клементсен (Июль 2013 — Сентябрь 2015), (Май 2018 — Декабрь 2018)
- Соамаль Эрик Хенце (Январь 2016 — Декабрь 2017), (Январь 2019 — Октябрь 2019)
- Морис Росс (Январь 2018 — Май 2018)
- Эйюн Клакстайн (Октябрь 2019 — Август 2020)
- Йоухан Петур Поульсен (Сентябрь 2020 — н. в.)

## Статистика выступлений
| Сезон | Ранг | Турнир       | Место | И  | В  | Н  | П  | ГЗ | ГП | РГ  | Очки | Кубок      | Исход |
| ----- | ---- | ------------ | ----- | -- | -- | -- | -- | -- | -- | --- | ---- | ---------- | ----- |
| 2008  | 1    | Премьер лига | 5     | 27 | 12 | 6  | 9  | 43 | 33 | +10 | 42   | 2-й раунд  |       |
| 2009  | 1    | Премьер лига | 3     | 27 | 14 | 5  | 8  | 51 | 36 | +15 | 47   | Победитель |       |
| 2010  | 1    | Премьер лига | 5     | 27 | 12 | 7  | 8  | 44 | 35 | +9  | 43   | 1/2 финала |       |
| 2011  | 1    | Премьер лига | 3     | 27 | 18 | 5  | 4  | 61 | 31 | +30 | 59   | 1/4 финала |       |
| 2012  | 1    | Премьер лига | 5     | 27 | 12 | 9  | 6  | 43 | 35 | +8  | 45   | Победитель |       |
| 2013  | 1    | Премьер лига | 6     | 27 | 12 | 5  | 10 | 41 | 42 | -1  | 41   | Победитель |       |
| 2014  | 1    | Премьер лига | 3     | 27 | 13 | 10 | 4  | 60 | 30 | +30 | 49   | Победитель |       |
| 2015  | 1    | Премьер лига | 3     | 27 | 15 | 8  | 4  | 68 | 35 | +33 | 53   | Победитель |       |
| 2016  | 1    | Премьер лига | 1     | 27 | 19 | 4  | 4  | 59 | 25 | +34 | 61   | Финалист   |       |
| 2017  | 1    | Премьер лига | -     | -  | -  | -  | -  | -  | -  | -   | -    | 1/4 финала |       |

## Выступления в еврокубках
| Сезон   | Турнир              | Раунд                   | Соперник           | Дома | В гостях | Общий счёт |  |
| ------- | ------------------- | ----------------------- | ------------------ | ---- | -------- | ---------- |  |
| 2010/11 | Лига Европы УЕФА    | Второй отборочный раунд | Бешикташ           | 0:4  | 0:3      | 0:7        |  |
| 2012/13 | Лига Европы УЕФА    | Первый отборочный раунд | Гомель             | 0:6  | 0:4      | 0:10       |  |
| 2013/14 | Лига Европы УЕФА    | Первый отборочный раунд | Интер Турку        | 1:1  | 1:0      | 2:1        |  |
| 2013/14 | Лига Европы УЕФА    | Второй отборочный раунд | Петролул           | 0:4  | 0:3      | 0:7        |  |
| 2014/15 | Лига Европы УЕФА    | Первый отборочный раунд | Даугава Даугавпилс | 2:1  | 1:1      | 3:2        |  |
| 2014/15 | Лига Европы УЕФА    | Второй отборочный раунд | Тромсё             | 0:0  | 2:1      | 2:1        |  |
| 2014/15 | Лига Европы УЕФА    | Третий отборочный раунд | Риека              | 1:5  | 0:4      | 1:9        |  |
| 2015/16 | Лига Европы УЕФА    | Первый отборочный раунд | Русенборг          | 0:2  | 0:0      | 0:2        |  |
| 2016/17 | Лига Европы УЕФА    | Первый отборочный раунд | Вентспилс          | 0:2  | 0:2      | 0:4        |  |
| 2017/18 | Лига чемпионов УЕФА | Первый отборочный раунд | Трепча'89          | 2:1  | 4:1      | 6:2        |  |
| 2017/18 | Лига чемпионов УЕФА | Второй отборочный раунд | Хабнарфьордюр      | 0:2  | 1:1      | 1:3        |  |
| 2018/19 | Лига чемпионов УЕФА | Первый отборочный раунд | ХИК                | 1:2  | 1:3      | 2:5        |  |
| 2018/19 | Лига Европы УЕФА    | Второй отборочный раунд | Торпедо Кутаиси    | 0:4  | 0:3      | 0:7        |  |